# Ronald Hobbs
Ronald Hobbs (* 1923 in Nailsea, Somerset; † 2006) war ein britischer Bauingenieur.
Hobbs wuchs in Nailsea und Bristol auf und erhielt 1943 seinen Bachelor-Abschluss als Bauingenieur von der University of Bristol. Danach war er im Royal Aircraft Establishment in Farnborough.  Er war drei Jahre im Ingenieurbüro Oscar Faber & Partners, bevor er 1948 zu Arup kam, wo er den Rest seiner Karriere blieb und wesentlich zum Aufstieg und der Kultur der Firma beitrug. Anfangs arbeitete er eng mit dem Partner Ronald Jenkins zusammen (wegen der Verwechslungsgefahr der Vornamen wurde er danach meist Bob genannt). 1961 wurde er Partner.
Auf dem Festival of Britain von 1951 wurden viele Neuerungen in Architektur und Bauingenieurwesen präsentiert, und Hobbs lieferte mehrere Beiträge, darunter das erste Diagrid (Diagonalgitter) Dach aus Spannbeton. Danach leitete er den Bau der Druckerei der Bank of England in Debden nahe Loughton, eine der ersten Bauen in England mit vorgefertigten (nachgespannten) Spannbetonelementen. Mit dem Architekten Philip Dowson war er bei Arup hauptsächlich für die Entwicklung eines rundum multidisziplinären Entwicklung und Management von Bauprojekten verantwortlich, der Building Group, aus der 1963 Arup Associates wurde. Gründer waren auch Derek Sugden und Peter Foggo.
Er galt als herausragender Ingenieur und war direkt am Bau von Gebäuden für Universitäten zum Beispiel in Oxford und Cambridge involviert, Fabrikgebäuden zum Beispiel für Penguin und John Player, das Hauptquartier des Central Electricity Generating Board in Bedminster Down in Bristol und das Gebäude von Lloyd’s of London in Chatham und große Teile von Broadgate in London.
Mit dem Partner Peter Dunican war er hauptsächlich für die Besitzstruktur von Mitarbeitern und gemeinnütziger Stiftung bei Arup verantwortlich. 1977 wurde er Direktor von Ove Arup Partnership bei der Umwandlung der Firma in den Besitz der Mitarbeiter (Ove Arup Partnership ist der Besitzer von Arup).
1990 wurde er Fellow der Royal Academy of Engineering. Er war Honorary Fellow des Royal Institute of British Architects (RIBA).